# 1907 في إيطاليا
فيما يلي قوائم الأحداث التي وقعت خلال عام 1907 في إيطاليا.

## رياضة
- 1 يناير – دوري الفئة الأولى الإيطالي 1907
- 1 يناير – ميلان-سان ريمو 1907 الفائزون لوسيان بوتي-بريتون، Giovanni Gerbi [الإنجليزية]‏، غوستاف جريجو.

## مواليد

### يونيو
- 24 يونيو – فيليبي باسكوسكي لاعب كرة قدم إيطالي.

### سبتمبر
- 26 سبتمبر – ستيفانو ايغوتي لاعب كرة قدم إيطالي.

### أكتوبر
- 22 أكتوبر – جولز روي كاتب فرنسي.[1]
- 24 أكتوبر – برونو موناري[2]

### نوفمبر
- 13 نوفمبر – جيوفانا من إيطاليا آخر ملكة بلغاريا القرينة.[3]
- 22 نوفمبر – غويدو ماسيتي لاعب ومدرب كرة قدم إيطالي.[4]
- 28 نوفمبر – ألبيرتو مورافيا[5]

### ديسمبر
- 5 ديسمبر – جوزيبي أوكياليني[6]
- 6 ديسمبر – جيوفاني فيراري لاعب كرة قدم إيطالي.[7]

## وفيات

### فبراير
- 16 فبراير – جوزويه كاردوتشي (مواليد 1835)[8]

### نوفمبر
- 16 نوفمبر – روبرت الأول دوق بارما (مواليد 1848)[9]